# Матауиау, Онехунга
Онехунга Мата'уиау-Эсау (англ. Onehunga Mata'uiau-Esau, родился 9 ноября 1975 в Апиа) — самоанский регбист и регбийный тренер, работающий в настоящее время в клубе «Квинсленд Редс» на посту детского тренера. Играл на позиции оттянутого нападающего или хукера.

## Карьера
Выступал в Новой Зеландии за клуб «Уайтемата» в чемпионате провинции Окленд, в первенстве провинций выступал за Хоукс-Бэй. За сборную Самоа сыграл 9 игр, дебютировал 13 июля 1996 года против Тонга. Последнюю игру провёл 18 ноября 2000 года против Шотландии. Сыграл три матча на чемпионате мира 1999 года за команду Самоа. В 2004 году завершил игровую карьеру.
С 2015 года работает тренером регбийных команд австралийской провинции Квинсленде, по состоянию на 2017 год работал в клубе «Квинсленд Редс» тренером детской команды до 13 лет — сборной провинции.